# Solanum melissarum
Solanum melissarum е вид растение от семейство Картофови (Solanaceae). Видът е почти застрашен от изчезване.

## Разпространение
Разпространен е в Бразилия.